# Patrick Machreich
Patrick Machreich (* 29. September 1980 in Zell am See) ist ein ehemaliger  österreichischer Eishockeytorwart und heutiger -trainer, der seit 2020 dem Trainerstab des EC VSV aus der ICE Hockey League angehört.

## Karriere
Machreich begann seine Karriere in den Nachwuchsmannschaften des EK Zell am See und debütierte in der Saison 1998/99 in der Kampfmannschaft in der zweiten Spielklasse. Im Lauf der nächsten Jahre kam er zu vermehrten Einsätzen. Mitte der Saison 2002/03 wagte er den Sprung ins Ausland und unterzeichnete einen Vertrag bei Ahmat Hyvinkää in der finnischen Mestis, wo er aber nicht überzeugen konnte und rasch nach Österreich zurückkehrte. Er verbrachte anschließend zwei Spielzeiten bei den Graz 99ers, wo er zunächst mit Rastislav Rovnianek und später mit Walter Bartholomäus das Torhüterduo bildete. Die beiden Jahre markierten für die 99ers den Auftakt zu lang anhaltenden sportlichen Schwierigkeiten, sodass Machreich zum EC VSV wechselte und dort den Ersatz von Stammtorwart Gert Prohaska bildete. In der Saison 2005/06 gewann er mit dem Club seinen ersten Meistertitel. 
Für die Saison 2006/07 wurde er vom EHC Linz unter Vertrag genommen, der mit ihm und Jürgen Penker eine österreichische Lösung für die Torhüterposition etablieren wollte. Machreich brachte die konstant besseren Leistungen und stieg bald zur unangefochtenen Nummer eins auf. Trotz guter Leistungen schied er mit dem Club bereits im Viertelfinale gegen seinen früheren Club, den EC VSV, aus. Im Jahr darauf wendete sich das Blatt, als Penker die konstant besseren Leistungen brachte und Machreich ins zweite Glied zurückdrängte. Da bereits zur Mitte der Saison klar war, dass die Linzer mit Alex Westlund einen Nachfolger für die kommende Saison verpflichtet hatten, war für Machreich kein Platz mehr im Team, und er nahm schließlich ein Angebot des EHC Lustenau aus der Nationalliga an. Mit dem offensiv starken Club konnte er gleich in seiner Premierensaison den Meistertitel gewinnen. Ab der Saison 2010/11 stand Machreich bei der VEU Feldkirch bis Saisonende 2011/12 unter Vertrag. Danach war er für drei Jahre beim HC Innsbruck und ab 2015 spielte er wieder beim EHC Lustenau.
Nach zwei Jahren beim EK Zell am See beendete er 2019 seine Karriere und wurde Torwarttrainer. Seit 2020 gehört er dem erweiterten Trainerstab des EC VSV an.

### International
Machreich hat auch drei Einberufungen in die Nationalmannschaft zu verzeichnen. Im Jahr 2000 vertrat er Österreich bei der U-20-Weltmeisterschaft. Fünf Jahre später absolvierte er sein einziges Spiel für die Nationalmannschaft der Herren und bildete im selben Jahr mit Hannes Enzenhofer das Torhüterduo bei der Universiade, wo Österreich den respektablen vierten Rang belegte.

## Erfolge und Auszeichnungen
- 2006 Österreichischer Meister mit dem EC VSV
- 2009 Nationalliga-Meister mit dem EHC Lustenau
- 2011 Nationalliga-Meister mit dem VEU Feldkirch

## Karrierestatistik

### International
(Legende zur Torhüterstatistik: GP oder Sp = Spiele insgesamt; W oder S = Siege; L oder N = Niederlagen; T oder U oder OT = Unentschieden oder Overtime- bzw. Shootout-Niederlage; Min. = Minuten; SOG oder SaT = Schüsse aufs Tor; GA oder GT = Gegentore; SO = Shutouts; GAA oder GTS = Gegentorschnitt; Sv% oder SVS% = Fangquote; EN = Empty Net Goal; 1 Play-downs/Relegation; Kursiv: Statistik nicht vollständig)